# Liste der georgischen Botschafter in Russland

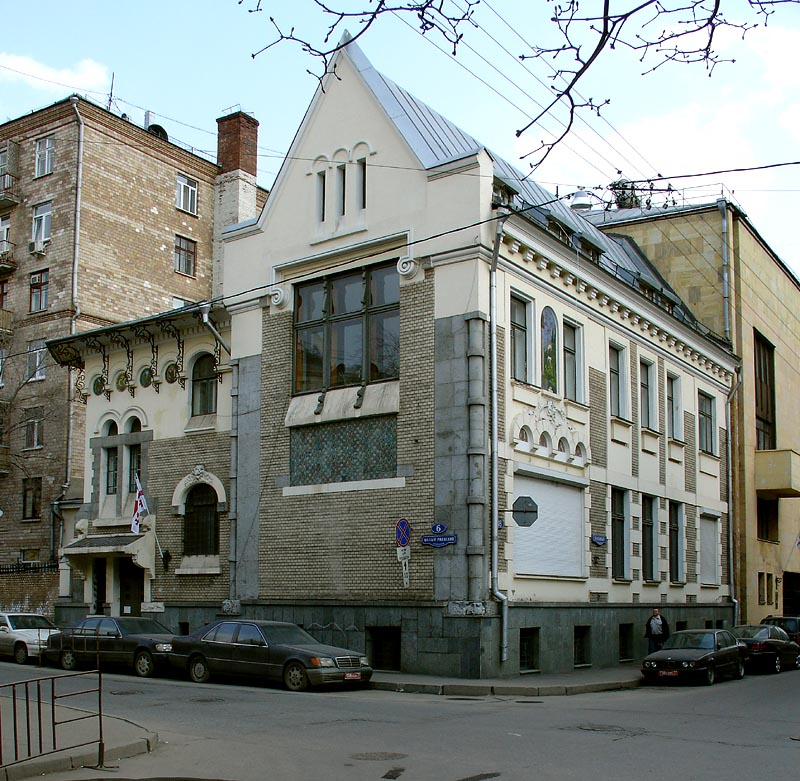
Ehemalige georgische Botschaft in Moskau

Der georgische Botschafter in Moskau war der offizielle Vertreter der Regierung in Tiflis bei der russischen Regierung.
Die georgische Botschaft befand sich in Moskau (im Zarenreich in Sankt Petersburg).

## Botschafter
| Ernennung | Name                       | georgisch             | Bemerkungen | Staatsoberhaupt Georgiens | Staatsoberhaupt von Russland | Posten verlassen |
| --------- | -------------------------- | --------------------- | --- | ------------------------- | ---------------------------- | ---------------- |
| 1770      | Lewan Batonischwili        | ლევან ბატონიშვილი     | | Erekle II.                | Katharina II.                | 5. Feb. 1781     |
| 1784      | Garsewan Tschawtschawadse  | გარსევან ჭავჭავაძე    | | Erekle II.                | Katharina II.                | 1801             |
| 1991      | Aleksandre Lomaia          | ალექსანდრე ლომაია     | | Besarion Gugushwili       | Boris Jelzin                 | 1991             |
| Apr. 1993 | Walerian Adwadse           | ვალერიან ადვაძე       | Zweiter der Präsidentschaftswahlen 1991                                                                                        | Eduard Schewardnadse      | Boris Jelzin                 | Jan. 1995        |
| 1995      | Wascha Lortkipanidse       | ვაჟა ლორთქიფანიძე     | | Otar Patsatsia            | Boris Jelzin                 | Aug. 1998        |
| Sep. 1998 | Malchas Kakabadse          | მალხაზ კაკაბაძე       | Unter Schewardnadse war er Minister für besondere Angelegenheiten, das Ministerium war für den Friedensprozess verantwortlich. | Wascha Lortkipanidse      | Boris Jelzin                 | Mai 2000         |
| Juli 2000 | Surab Abaschidse           | ზურაბ აბაშიძე         | | Giorgi Arsenischwili      | Wladimir Putin               | Feb. 2004        |
| Feb. 2004 | Konstantin Kemularia       | კონსტანტინე კემულარია | | Surab Schwania            | Wladimir Putin               | Juli 2004        |
| Aug. 2004 | Waleri Tschetschelaschwili | ვალერი ჩეჩელაშვილი    | | Surab Schwania            | Wladimir Putin               | Feb. 2005        |
| Juli 2005 | Irakli Tschubinischwili    | ირაკლი ჩუბინიშვილი    | | Surab Noghaideli          | Wladimir Putin               | Feb. 2008        |
| Feb. 2008 | Erossi Kizmarischwili      | ეროსი კიწმარიშვილი    | | Lado Gurgenidse           | Dmitri Medwedew              | 11. Juli 2008    |